# 더 빅 브로드캐스트 오브 1936
더 빅 브로드캐스트 오브 1936(The Big Broadcast Of 1936)은 미국에서 제작된 노먼 터로그 감독의 1935년 뮤지컬 영화이다. 잭 오키 등이 주연으로 출연하였고 벤자민 글래저 등이 제작에 참여하였다.

## 출연

### 주연
- 잭 오키
- 조지 번즈

### 조연
- 그레이시 앨런
- 리다 로버티
- 웬디 배리
- 헨리 워즈워스
- C. 헨리 고든
- 베니 베이커
- 빙 크로스비
- 에델 머먼
- 메리 볼랜드
- 찰스 러글스
- 데이비드 홀트
- 버지니아 웨이들러
- 가이 스탠딩
- 게일 패트릭
- 빌 로빈슨
- 파야드 니콜라스
- 해롤드 니콜라스
- 아킴 타미로프
- 사무엘 S. 힌즈
- 도로시 댄드릿지
- 비비안 댄드리지
- 루이스 다 프론
- 버드 프리먼
- 글렌 밀러
- 찰리 스파이백
- 엘리노어 휘트니
- 리처드 알렉산더
- 스탠리 앤드류스
- 아서 에이리스워스
- 윌리엄 버레스
- 조지아 케인
- 체스터 콘클린
- 빌리 잉글
- 척 해밀턴
- 톰 핸론
- 릴리언 하머
- 아서 스튜어트 헐
- 윌리엄 어빙
- 수잔 카렌
- 에드워드 르세인트
- 행크 만
- 잭 멀홀
- 메리 스튜어트
- 알 톰슨
- 프레드 스노우레이크 툰즈
- 주디스 보셀리
- 래리 휘트

## 제작진
- : 줄리어스 엡스타인